# Ypthima gela
Ypthima gela är en fjärilsart som beskrevs av Hans Fruhstorfer 1911. Ypthima gela ingår i släktet Ypthima och familjen praktfjärilar. Inga underarter finns listade i Catalogue of Life.